# Posterieure corticale atrofie
Posterieure corticale atrofie, syndroom van Benson of ziekte van Benson is een uiterst zeldzame vorm van dementie, afgekort als PCA. De ziekte is door Benson in 1988 voor het eerst beschreven. Deze progressieve hersenaandoening start met het atrofiëren van de kleine hersenen of de cortex parietalis posterior. De eerste symptomen zijn veelal in verminderde waarneming, onhandigheid en afnemende ruimtelijke oriëntatie. Door de moeizame informatieverwerking neemt de geestelijke belastbaarheid eveneens af. De ziekte mondt uit in de ziekte van Alzheimer doordat de aantasting ook de prefrontale cortex bereikt. De levensverwachting is vanaf het punt dat de eerste symptomen zich voordoen, veelal 8-10 jaar en soms langer.

## Diagnostiek
De diagnose weg begint veelal bij de oogzorg en gesprekken met de patiënt en omgeving. Er bestaat geen eenduidige test, maar vaak is een hersenscan vereist voor een adequate diagnose, want hierop is pas goed de exacte locatie van de atrofieerde hersendelen zichtbaar. Omdat neurologen en geriaters deze ziekte veelal niet kennen, is de verwachting dat een aantal patiënten onjuiste diagnoses kregen. Het wordt vaak voor de ziekte van Alzheimer aangezien, die ook atrofie van de hersenen kent, maar meer in de frontale kwab. Met een hersenscan wordt de primaire locatie van atrofie zichtbaarder, die bij PCA in de achterste hersendelen ligt.
Het verloop van de ziekte is erg ongewis en er zijn nauwelijks algemene aanwijzingen voor praktische hulp en zorg. Wel is er de belangrijke waarschuwing dat de aangeboden zorg vaak niet adequaat is.
In Nederland is er anno 2013 nog geen deskundige aangewezen ondanks de EU-richtlijnen die eisen dat voor elke zeldzame ziekte expertise opgebouwd moet worden.

## Behandeling
Naast de remmende middelen die ook bij de ziekte van Alzheimer toegepast worden, is er geen remedie.